# Pawel Szajda
Pawel B. Szajda (polonais : Paweł Szajda [ˈpavɛw ˈʂajda], né le 13 janvier 1982 à Farmington (Connecticut), aux États-Unis, est un acteur américain qui joue tant au cinéma qu'au théâtre.
Il est surtout connu pour ses rôles dans Sous le soleil de Toscane (Under the Tuscan Sun), Generation Kill et Tatarak.

## Biographie
Pawel Szajda naît et grandit à Farmington, au Connecticut,.
L'arrière-grand-père maternel de Szajda quitte la Pologne pour Chicago en 1912, deux ans avant le déclenchement de la Première Guerre mondiale. Il épouse la grand-mère polonaise de Szajda avec laquelle il a des enfants et, après la fin de la guerre, ils reviennent en Pologne. En 1964, la famille retourne aux États-Unis, où la mère de Szajda obtient son diplôme universitaire puis revient avec la famille en Pologne et rencontre le père de Szajda. Le comédien a comme aînés une sœur, Barbara, et deux frères, Marcin et Adam, et également un jeune frère, Phil. À la suite de l'introduction de la loi martiale en Pologne en 1981, la famille de Szajda déménage aux États-Unis.
Sa famille parlait polonais et Pawel et ses frères et sœurs fréquentent donc une école de langue polonaise tous les samedis,. « Je pensais que la décision de mes parents de m'envoyer tous les samedis dans des cours de polonais a ruiné mon enfance, mais c'est en fait mon tremplin pour devenir acteur », a déclaré Szajda. 
Szajda est diplômé de la Farmington High School en 1999. Pendant sa période de scolarité, il fait de l'athlétisme, est champion d'État de lutte, joue de la trompette et est le tambour-major de la fanfare. Il joue également le rôle-titre dans la pièce The Foreigner de Larry Shue.
En 2002, il obtient un rôle dans Sous le soleil de Toscane (Under the Tuscan Sun). La réalisatrice Audrey Wells désirait pour ce rôle un acteur polonais, mais en raison de problèmes de visa, elle a été obligée de chercher ailleurs et a donc choisi Szajda. Szajda y joue un bricoleur immigré polonais nommé Pawel, désapprouvé par le père de sa petite amie italienne.
Après le tournage de Sous le soleil de Toscane, Szajda revient d'Italie afin de terminer ses études en littérature anglaise et en économie. Il passe un an au Bridgewater State College avant de déménager à New York pour fréquenter l'Université Fordham sur le campus du Lincoln Center,.
Dans le film de 2009, Tatarak (Sweet Rush) du lauréat d'un Oscar Andrzej Wajda, Szajda fait ses débuts au cinéma polonais dans le rôle principal de Boguś. Le film concurre au 59e Festival international du film de Berlin.
Il joue au Players Theatre à New York et au Steinhardt Center au 14th Street Y à Manhattan.

## Filmographie partielle

### Au cinéma
- 1996 : Furby Commercial
- 2003 : Sous le soleil de Toscane : Pawel
- 2005 : Venom : Ricky
- 2009 : Tatarak (Sweet Rush) : l'amant de Bogus / Marta
- 2011 : Wygrany (en) (The Winner) : Oliver Linovsky
- 2012 : 3 Days of Normal (en) : Trent Callender
- 2016 : Un traître idéal : Blue Eyed Killer
- 2016 : Imperium : Vince Sargent
- 2019 : The Haunting of Sharon Tate : Wojciech Frykowski
- 2019 : Above the Shadows (en) : Marjus

### À la télévision
- 2004 : La Star de la famille (Hope and Faith) : College Guy (série télévisée)
- 2008 : Generation Kill : Cpl. Walt Hasser (mini-série télévisée)
- 2011 : Blue Bloods : Sergei Sokoloff (série télévisée)
- 2015 : Agent Carter (épisode : « Snafu ») : Ovechkin
- 2018 : Dynastie (saison 2, épisode « Twenty-Three Skidoo ») : Nikolai Dimitrov
- 2024 : New York, unité spéciale (saison 26, épisode 3) : Aldrit Neziri